# Ghiacciaio del Gietro
Il ghiacciaio del Gietro si trova nel canton Vallese (Svizzera) al di sopra del lago di Mauvoisin.

## Dimensioni
Si sviluppa per una lunghezza di 4,5 km e circa 1500 metri di larghezza. Copre un'area di 5.3 km².

## Geografia
Il ghiacciaio è alimentato dalle nevi di La Ruinette (3.875 m) e del Mont Blanc de Cheilon (3.870 m). Nella sua parte superiore il ghiacciaio è relativamente pianeggiante. Scende in seguito verso nord lungo il Mont Rouge du Giétro e poi piega ad ovest tra Le Pleureur (3.704 m) e l'estremità nord della cresta del Mont Rouge du Giétro. Nell'ultimo chilometro il ghiacciaio raggiunge una pendenza del 40% formando un grande numero di crepacci. La lingua glaciale termina ad un'altezza di circa 2.750 metri. Una parte del ghiacciaio comunica con il ghiacciaio del Cheilon attraverso il colle del Cheilon (3.243 m). L'acqua del ghiacciaio scende nel lago di Mauvoisin e raggiungere la Dranse de Bagnes, affluente del Rodano.

## Disastri naturali
Nel corso della piccola era glaciale il ghiacciaio era molto più esteso e voluminoso. Tra il XVI secolo e il XIX secolo si sono verificati più episodi di crollo della seraccata terminale del ghiacciaio, noti localmente come canonnades du Giétroz. Il ghiaccio si accumulava nella valle principale bloccando il decorso della Drance. Si formava in questo modo un lago di sbarramento che poteva raggiungere dimensioni critiche e sfondare la diga di ghiaccio causando inondazioni disastrose.
Episodi di questo tipo si sono verificati nel 1549, con diversi ponti distrutti, e nel 1595, che causò 40 morti e la distruzione di 500 abitazioni.

### Inondazione del 1818
Tra il 1805 e il 1818 si ebbe una fase di forte avanzata del ghiacciaio, accentuata dalle anomalie climatiche di quel periodo, con il 1816 noto come anno senza estate.
In questa fase si verificarono frequenti crolli della seraccata terminale con la formazione di un ampio cono di ghiaccio nella zona di deposito.
Inizialmente l'acqua del torrente drenava sotto la diga di ghiaccio, ma con il consolidarsi della diga lo scarico fu bloccato e si arrivò alla formazione di un lago.
Nel maggio 1817 si ebbe un primo svuotamento, senza che si verificassero danni di rilievo.
Nella primavera successiva si notò una magra anomala della Drance.
I sopralluoghi verificarono l'esistenza di un'enorme diga di ghiaccio con un volume stimato di circa 10 milioni di m³.
Nel giugno del 1818 il lago formato dietro questa diga era lungo 2 chilometri, largo 200 metri e profondo 60, per un volume stimato di circa 30 milioni di m³, in costante crescita.
Si tentò quindi di scavare un tunnel che provvedesse al drenaggio del lago, in condizioni di lavoro estreme, dati i crolli continui ed i movimenti di assestamento della diga. Inizialmente il drenaggio fu efficace, riuscendo ad abbassare di circa 10 metri il livello del lago, ma l'intensa erosione delle acque sulla diga di ghiaccio alla fine provocò il cedimento della struttura, con lo svuotamento improvviso del lago glaciale e la fuoriuscita di 20 milioni di m³ di acqua.
Nel corso di questo evento si è registrato il massimo valore di punta noto in tempi storici in Svizzera, relativo a ondate di piena di questo tipo, stimato in 8.000 m³/secondo, raggiunto in tempi molto brevi dal cedimento della diga e sotto la forma di un'onda frontale alta diversi metri.
L'inondazione conseguente fu distruttiva, e si ebbero 44 vittime, la maggior parte delle quali nel comune di Martigny.

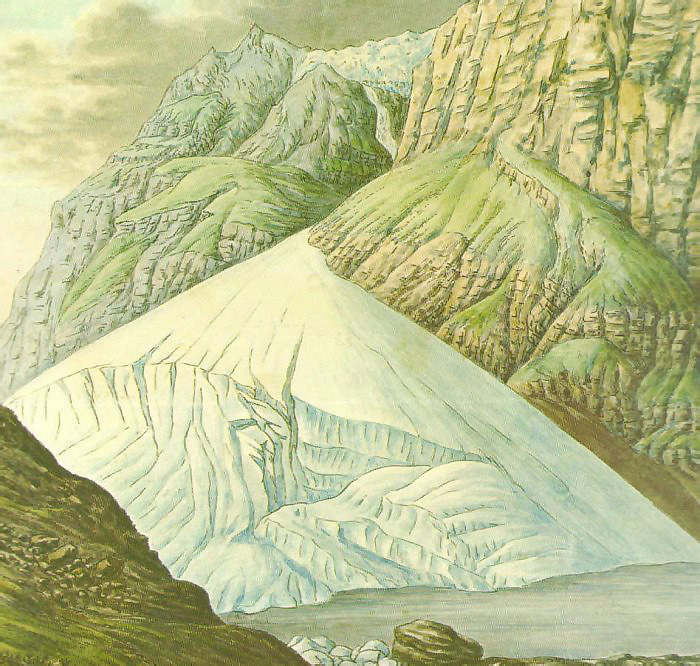
Il ghiacciaio del Gietro, acquarello del 1818 di Escher von der Linth

## Variazioni frontali recenti
Il regresso del ghiacciaio ha quasi annullato il rischio della formazione di nuovi sbarramenti di ghiaccio. In ogni caso dopo la costruzione della diga nuovi crolli confluirebbero nelle acque del bacino artificiale.

Evoluzione del ghiacciaio in metri (1881-2002).
In verde, le differenze di lunghezza cumulative. In rosso, le variazioni di lunghezza annuali.

## Galleria d'immagini

14 luglio 1964
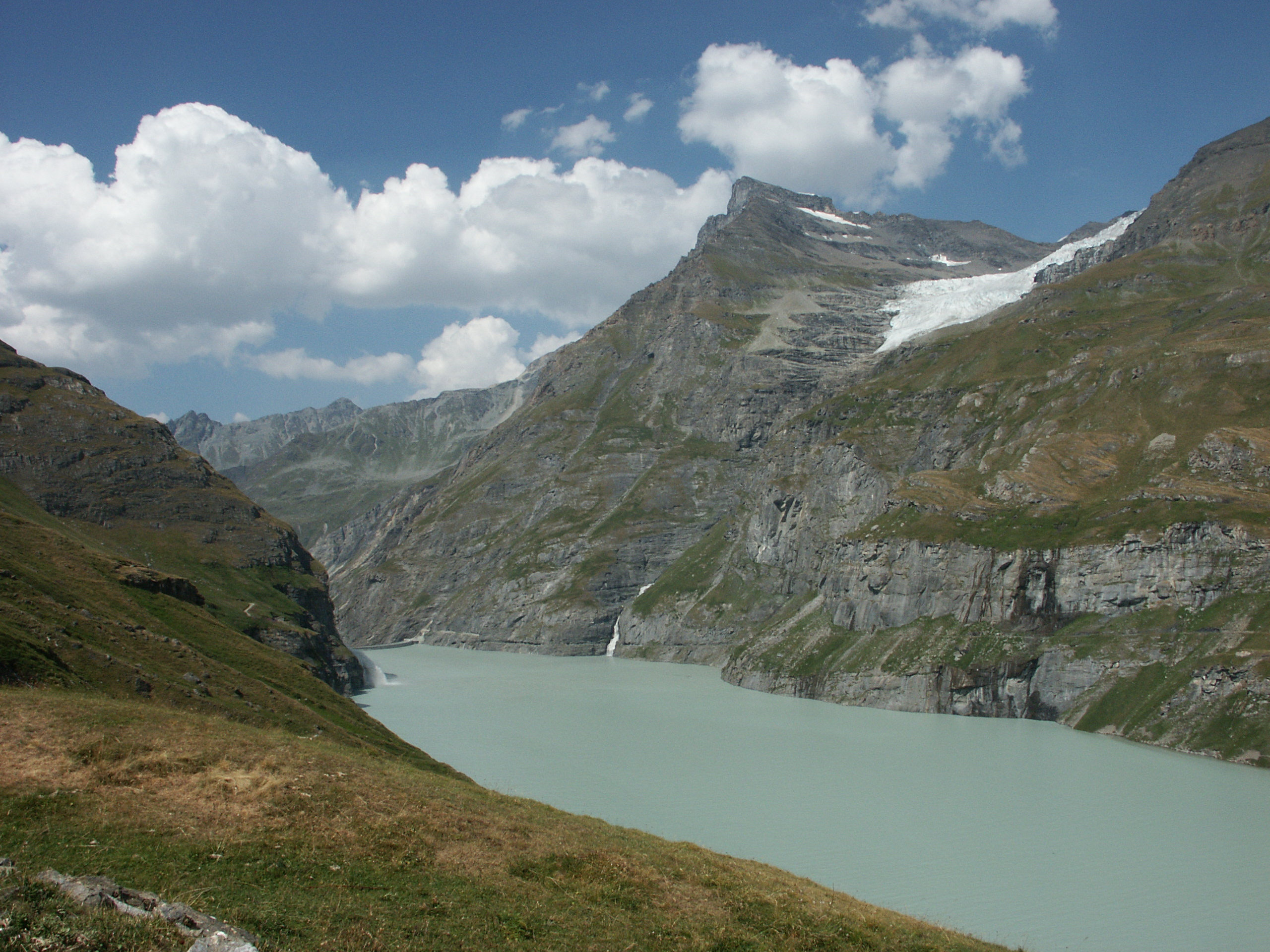
10 agosto 2003
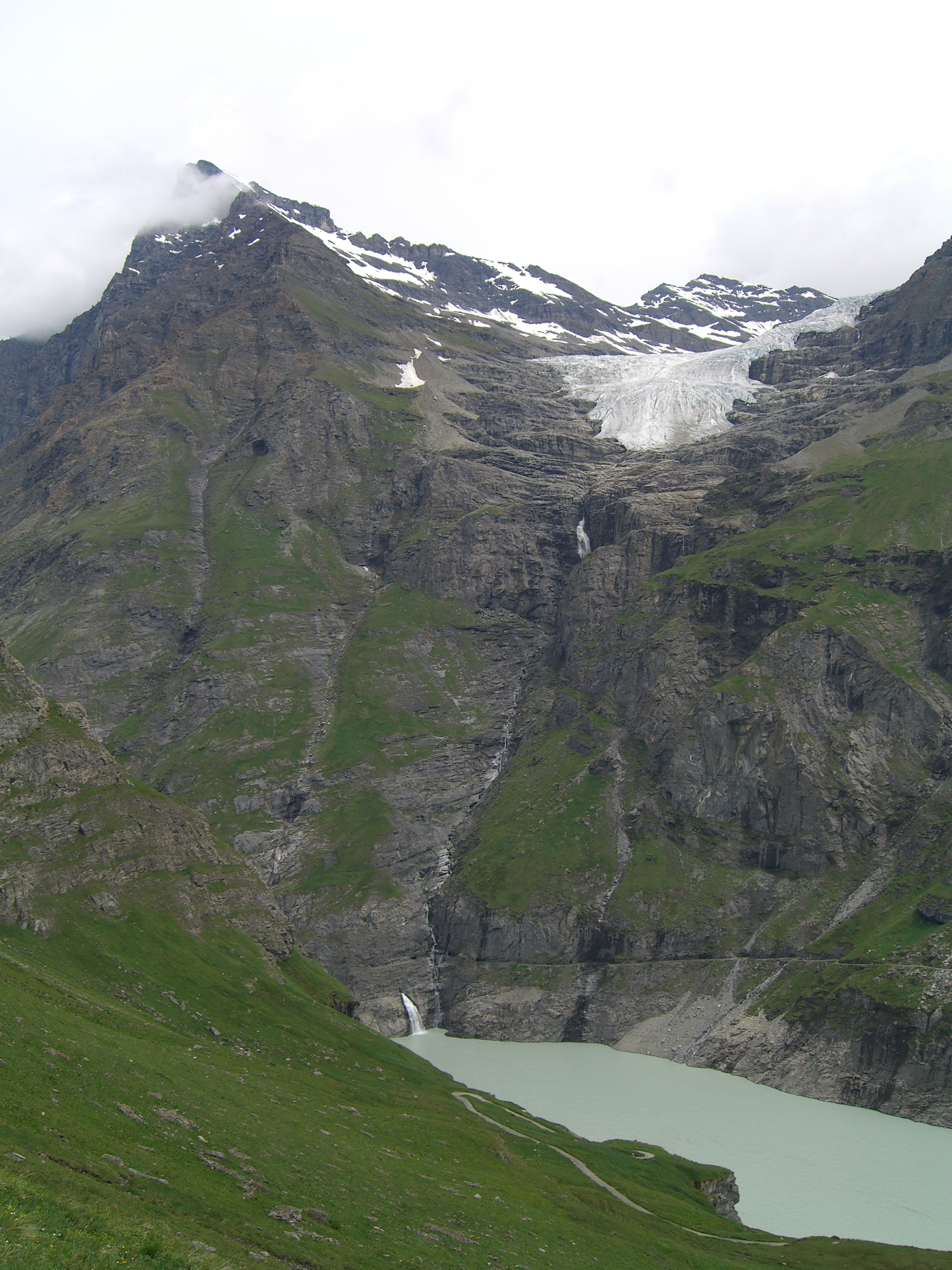
9 luglio 2006
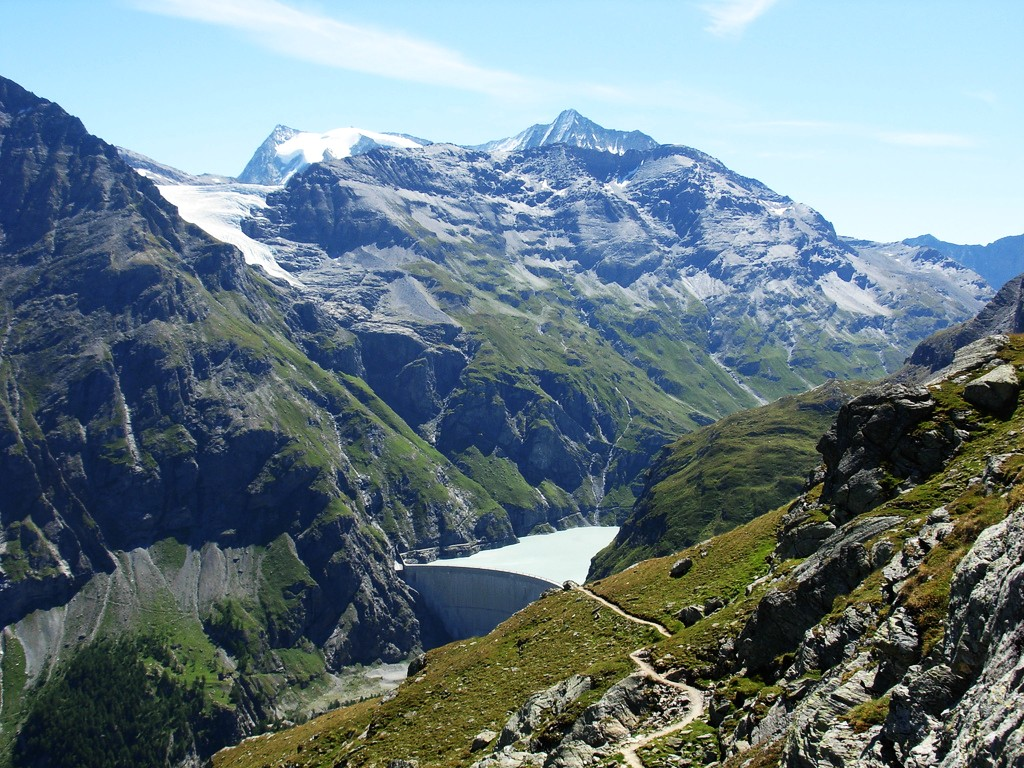
18 agosto 2006